# Berliner Tageblatt
Berliner Tageblatt byly německé liberální noviny vydávané mezi lety 1872 až 1939. Založil je Rudolf Moose, německý vydavatel a filantrop. Spolu s Frankfurter Zeitung se svého času stal nejvlivnějším liberálním německým deníkem. Na počátku 20. století měl nejvyšší denní náklad až 300 000 výtisků. Nacisté ukončili vydávání deníku dne 31. ledna 1939.